# Gerhard Pieschl
Gerhard Pieschl, né le 23 janvier 1934 à Moravská Třebová (Pardubice, République tchèque), est un théologien et prélat catholique allemand, évêque auxiliaire de Limburg de 1977 à 2009.

## Biographie

### Formation et prêtrise
Gerhard Pieschl fait ses études en philosophie et en théologie à l'Université de Fribourg ainsi qu'à l'Université Johannes Gutenberg de Mayence. Le 8 décembre 1961, il est ordonné prêtre, en la cathédrale de Limburg, par Wilhelm Kempf.
De 1962 à 1968, il est chancelier du Séminaire épiscopal de Hadamar, puis, de Bad Ems, de Bad Schwalbach et de Francfort. De 1968 à 1977, le père  Pieschl est aumônier militaire : à partir du 1er juin 1968, il est pasteur principal de la 5e Panzer Division Diez/Lahn et doyen militaire, spécialisé dans la politique et l'éthique, de l'école de la Bundeswehr.

### Épiscopat
Le 8 septembre 1977, le pape Paul VI le nomme évêque titulaire de Misène (de) et évêque auxiliaire du diocèse de Limburg. Le 23 octobre 1977, il est consacré évêque par Wilhelm Kempf. Ses co-consécrateurs sont alors Franz Hengsbach et Walter Kampe.
De 1978 à 2003, il est le vicaire épiscopal de Limburg. De septembre 1979 à septembre 2009, il est membre du Chapitre de la cathédrale de Limburg. 
En janvier 1983, Gerhard Pieschl devient représentant des expulsés auprès de la Conférence épiscopale allemande. Il devient également président du groupe de travail « Aussiedler », ainsi que de la « pastorale déplacée », groupe de travail de la Conférence épiscopale allemande. En 2001, il devient membre de la Commission pour l'œuvre de l'Église universelle et de la Sous-Commission pour l'Europe centrale et orientale.
Le 15 juin 2009, le pape Benoît XVI accepte la démission de Gerhard Pieschl, en raison de son âge.

## Distinctions
- 1996 : Croix fédérale du Mérite ;
- Octobre 2000 : titre honorifique épiscopal du chapitre métropolitain de Olomouc, en République tchèque ;
- Décembre 2006 : médaille Wilhelm-Leuschner (plus haute distinction de Hesse) ;
- 1er juillet 2007 : bouclier de Silésie (de).